# Torre de Velo (Arce)

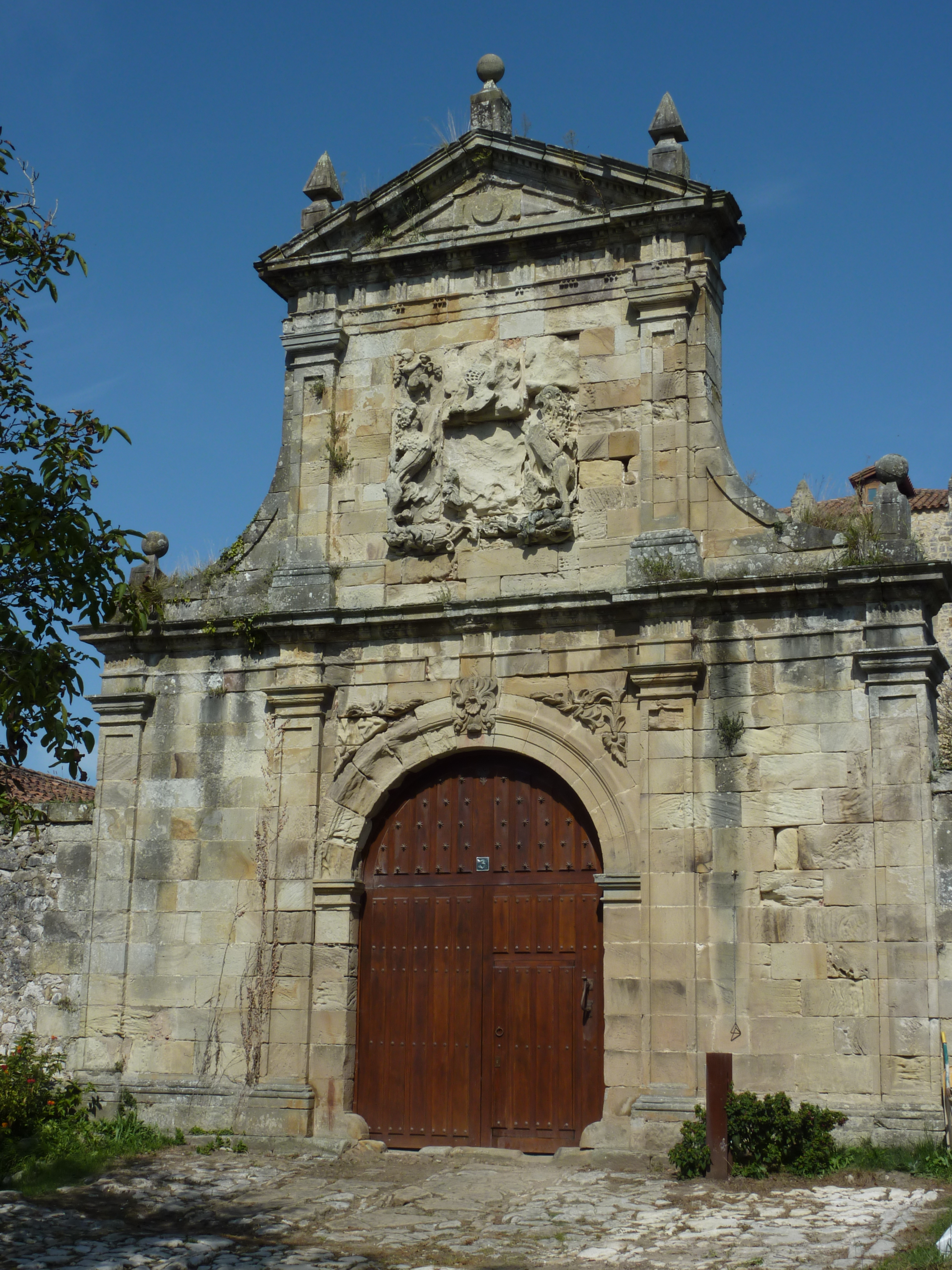
Portalada de acceso al recinto amurallado de la torre.

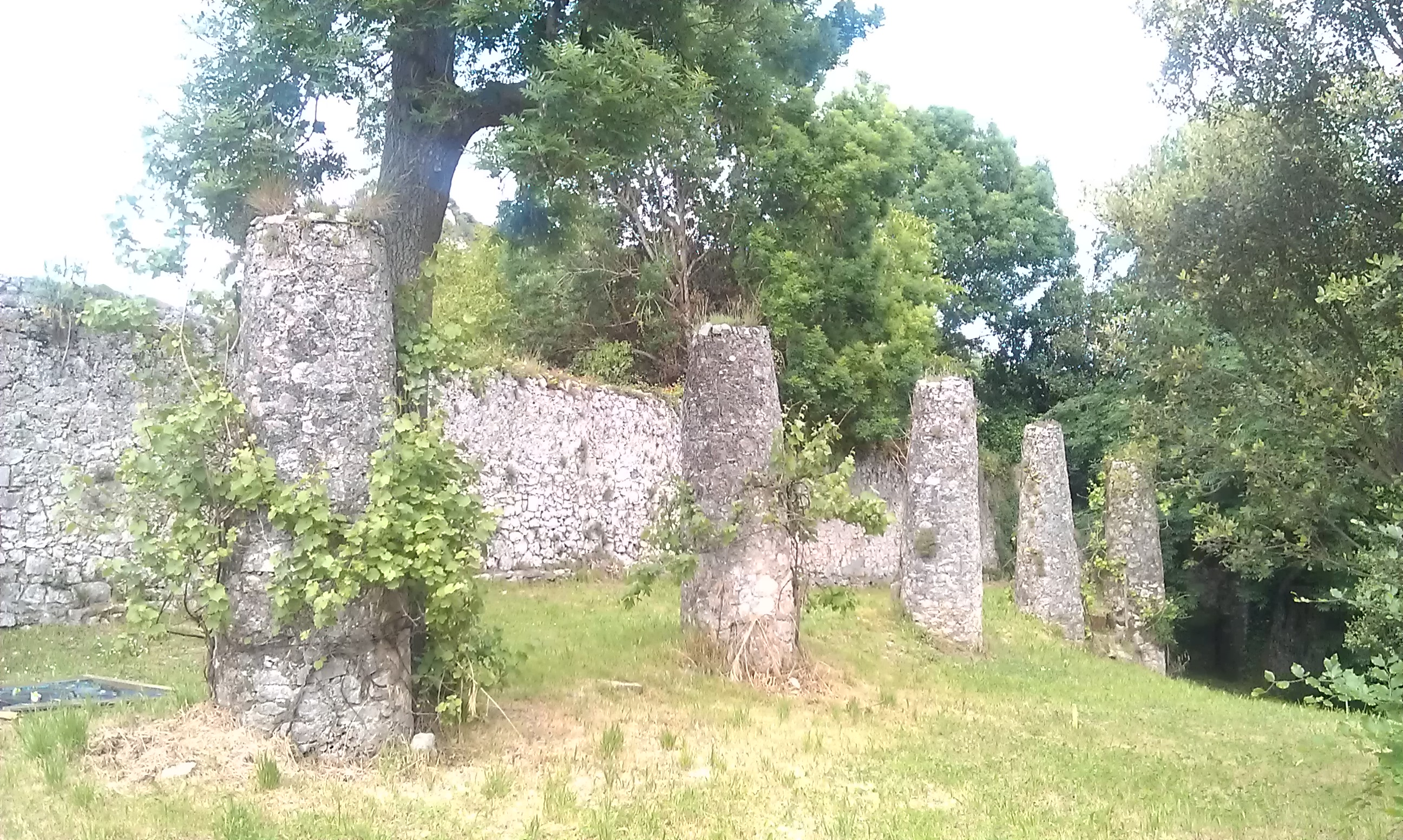
Pilonos, parte de la cerca amurallada desaparecida en el.

La torre de Velo o torre de Santiyán es una atalaya medieval situada en el barrio  de Velo de Arce, en Puente Arce (Cantabria, España) que perteneció al linaje de los Ceballos y Escalante. La torre se ha fechado en el siglo XIII. Durante los siglos XVI, XVII y XVIII se le adosaron otras construcciones.Está situada cerca del río Pas. Fue utilizada, junto con otra torre y otras dos más en la otra orilla del Pas, para cobrar impuestos por atravesar en barca el río. En 1983 fue declarada bien de interés cultural. Actualmente amenaza ruina.

## Arquitectura
El edificio medieval tiene una planta de 9,5 x 9,5 metros, con una altura de 16. La cubierta, construida entre almenas, tiene cuatro aguas. Los vanos y los esquinales están construidas en sillería, mientras que el resto es de mampostería. Sobre el adarve aún pueden verse algunas gárgolas. Estaba cercada por un muro fortificado, reforzado con cubos redondos almenados, desaparecida en el siglo XVII al construirse una casona adosada a la torre, pero se conservan tres torreones. El muro estaba cercado a su vez por fosos, aunque sólo puede verse un trozo en el lado norte. En la parte delantera existe una portalada, la cual se atraviesa mediante un arco de medio punto flanqueado por pilastras. Detrás hay una segunda portalada, con un escudo borroso de los Santiyán, rematada por un frontón triangular y acróteras con formas piramidales y esféricas, atribuida, desconociéndose su exactitud, a Juan de Herrera.

## Historia
Fue dueño de la torre Diego Gutiérrez de Ceballos, almirante mayor de la mar en 1303. De los Ceballos pasó a los Escalante, y de éstos a los Ayala. Por casamiento la torre pasó a formar parte de la herencia de los Guevara de Guipúzcoa. Roque de Santiyán la mandó reformar en 1687, obra de la que se encargó el arquitecto Francisco de Escobedo. Además de reformarse la torre, se le añadieron dos volúmenes a dos de sus lados y se edificaron un nuevo muro perimetral, un edificio de caballerizas y una nueva portalada que quiso ser un arco triunfal, obra quizá del escultor Dionisio de Pumera. En la reforma de la torre se añadieron huecos y se ensancharon los que ya existían.
En tiempos contemporáneos los arquitectos Eduardo Fernández Abascal y Floren Muruzabal la rehabilitaron, lo que les valió un premio conjunto de Europa Nostra, el Instituto Internacional de Castillos Históricos y Christie’s.